# Rostryggig gärdsmyg
Rostryggig gärdsmyg (Thryophilus rufalbus) är en fågel i familjen gärdsmygar inom ordningen tättingar.

## Utseende och läte
Rostryggig gärdsmyg är en medelstor och bjärt färgad medlem av familjen. Karakteristiskt är kombinationen av vitt ögonbrynsstreck, streckat ansikte, djupt roströd ovansida, tydligt svartbandad rostfärgad stjärt och vitaktig på strupe och bröst. Sången består av en spöklik serie med ihåliga darrande hoanden, inledd och avslutad av en eller flera visslade toner.

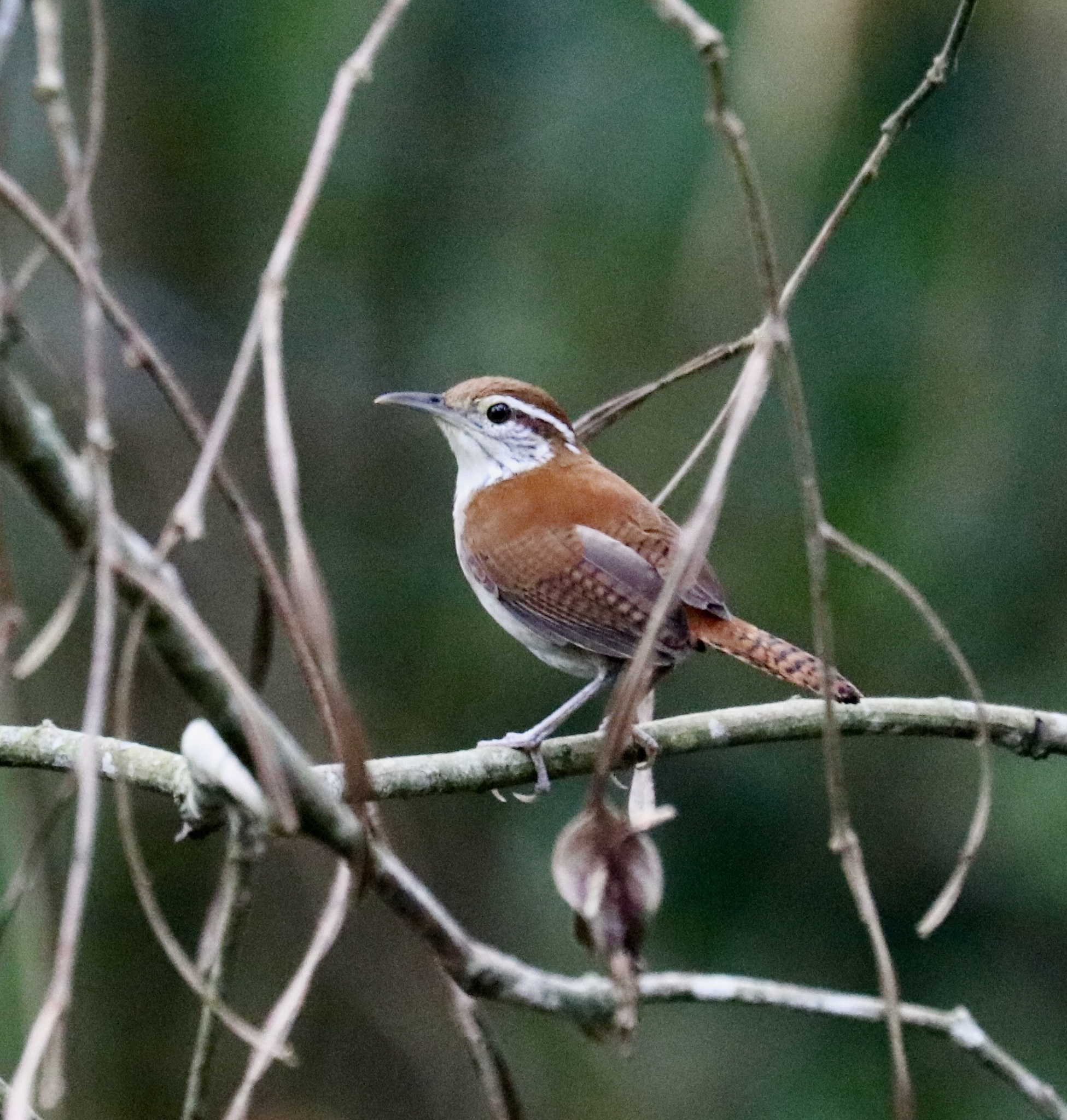

## Utbredning och systematik
Rostryggig gärdsmyg förekommer från Mexiko till Colombia och Venezuela. eBird/Clements urskiljer fem underarter med följande utbredning:
- Thryophilus rufalbus transfinis – södra Mexiko (Stillahavssluttningen i sydvästligaste Chiapas)
- Thryophilus rufalbus rufalbus – höglänta områden i Guatemala och El Salvador
- Thryophilus rufalbus castanonotus – Stillahavssluttningen från Nicaragua till Costa Rica och västra Panama
- Thryophilus rufalbus cumanensis – norra Colombias karibiska kust till nordöstra Venezuela (Paríahalvön)
- Thryophilus rufalbus minlosi – tropiska östra Colombia till nordvästra Venezuela

International Ornithological Congress inkluderar istället transfinis i nominatformen och urskiljer underarten sylvus på karibiska sluttningen i östra Guatemala och norra Honduras.

### Släktestillhörighet
Tidigare placerades arten i Thryothorus, men DNA-studier visar att arterna i släktet inte är varandras närmaste släktingar, varför Thryothorus delats upp på flera mindre släkten, bland annat Thryophilus.

## Levnadssätt
Rostryggig gärdsmyg hittas i tropiska låglänta områden och förberg. Den föredrar skog, skogsbryn, plantage och buskage, ofta nära vatten. Liksom de flesta gärdsmygar hörs den oftare än ses.

## Status och hot
Arten har ett stort utbredningsområde, men tros minska i antal, dock inte tillräckligt kraftigt för att den ska betraktas som hotad. Internationella naturvårdsunionen IUCN listar arten som livskraftig (LC). Beståndet uppskattas till i storleksordningen 50 000 till en halv miljon vuxna individer.